# Тийи, Кевин
Кевин Тийи (фр. Kévin Tillie; род. 2 ноября 1990, Кань-сюр-Мер) — французский волейболист. Доигровщик итальянского клуба «Латина» и сборной Франции. Чемпион Европы, победитель Мировой лиги и Олимпийских Игр.

## Карьера
Кевин Тийи родился в 1990 году в семье волейболистов. Его отец Лоран французский волейболист, игрок национальной сборной, а мать Каролин Кёлен была капитаном женской сборной Нидерландов. В отличие от братьев Кима и Киллиана, ставших баскетболистами, Кевин пошёл по стопам родителей и стал доигровщиком, как и отец.
Спортивную карьеру начинал в университетских командах США и Канады, а в 2013 году переехал в Италию, где подписал контракт с «Равенной». В 2015 году в составе турецкого «Аркасспора» выиграл золотые медали чемпионата страны, а год спустя стал чемпионом Польши с клубом «ЗАКСА», после чего продлил с ним контракт ещё на один год.
Поиграв в различный молодёжных сборных Франции в составе основной сборной Тийи дебютировал в 2012 году, после назначения отца главным тренером команды. В дальнейшем Кевин составил вместе с Эрвином Нгапетом основную пару доигровщиков сборной и помог французам выиграть в 2015 году Мировую лигу и первенство Европы, а в следующем году — отобраться на Олимпиаду.